# 1-碘丁烷
1-碘丁烷是一种有机化合物，化学式为C4H9I，它是丁烷的甲基氢被碘取代的产物。

## 制备
1-碘丁烷可由1-溴丁烷和碘化钠反应得到。
{\displaystyle \mathrm {NaI+C_{4}H_{9}Br\longrightarrow C_{4}H_{9}I+NaBr} }
1-丁醇和红磷、碘反应，或和其它碘化试剂（如氢碘酸、三苯基膦-碘、亚磷酸三苯酯-碘、1-碘-N,N,2-三甲基丙烯胺）反应，都可以得到1-碘丁烷。

## 反应
1-碘丁烷是一种烷基化试剂，经过反应可以得到含有丁基的化合物，如和咪唑类化合物反应，得到咪唑鎓盐；和苯硫酚反应，得到苯基正丁基硫醚；和苯乙炔基锂反应，得到己炔基苯。
它和硫氰酸钾在乙醇中回流反应，得到硫氰酸丁酯。
{\displaystyle \mathrm {C_{4}H_{9}Br+KSCN\longrightarrow C_{4}H_{9}SCN+KI} }
它和镁在乙醚中回流，得到格氏试剂正丁基碘化镁；和锌在四氢呋喃中发生类似反应，得到正丁基碘化锌。
{\displaystyle \mathrm {C_{4}H_{9}I+Mg\longrightarrow C_{4}H_{9}MgI} }
{\displaystyle \mathrm {C_{4}H_{9}I+Zn\longrightarrow C_{4}H_{9}ZnI} }